# 鴨島町
鴨島町（かもじまちょう）は、かつて徳島県の吉野川沿いにあった町。麻植郡に属した。
2004年（平成16年）10月1日に麻植郡の山川町・川島町・美郷村と新設合併し消滅。徳島県第5の市である吉野川市が発足した。

## 地理

### 隣接市町村
- 麻植郡川島町・美郷村
- 板野郡吉野町・土成町
- 阿波郡市場町
- 名西郡石井町・神山町

## 沿革
- 1889年（明治22年）10月1日 - 町村制施行に伴い、麻植郡鴨島村・牛島村・森山村・西尾村・東山村が成立。
- 1908年（明治41年）7月20日 - 鴨島村が町制施行して鴨島町となる。
- 1954年（昭和29年）3月31日 - 鴨島町・森山村・西尾村・牛島村が合併して鴨島町となる。
- 1955年（昭和30年）1月1日 - 東山村の一部（樋山地）を編入。残部は他村と合併して美郷村を新設。
- 1957年（昭和32年）3月31日 - 阿波郡柿島村の一部（知恵島）を編入。残部は板野郡一条町と合併して吉野町を新設。
- 2004年（平成16年）10月1日 - 川島町・山川町・美郷村と合併して吉野川市となる[1]。

## 主な出来事
- 1950年（昭和25年）3月29日 - 町内に昭和天皇の戦後巡幸。製糸工場を視察[2]したほか、鴨島学園、鴨島体練場に行幸[3]。

## 産業

### 通信業
- 1992年6月16日、鴨島町鴨島（現在の徳島大正銀行鴨島支店）にドライブスルー公衆電話があった[4]。

## 教育

### 高等学校
- 徳島県立鴨島商業高等学校

### 中学校
- 吉野川市立鴨島第一中学校
- 吉野川市立鴨島東中学校

### 小学校
- 吉野川市立上浦小学校
- 吉野川市立牛島小学校
- 吉野川市立森山小学校
- 吉野川市立鴨島小学校
- 吉野川市立飯尾敷地小学校
- 吉野川市立西麻植小学校
- 吉野川市立知恵島小学校

### 特別支援学校
- 徳島県立鴨島支援学校

### その他
- 鴨島自動車学校

## 交通

### 鉄道
- 四国旅客鉄道（JR四国）
  - 徳島線
    - 西麻植駅 - 鴨島駅 - 麻植塚駅 - 牛島駅

### 道路

#### 一般国道
- 国道192号
- 国道318号

## 出身者
- 川真田哲哉 - 政治家。吉野川市長
- 武岡大聖 - プロ野球選手
- 武岡龍世 - プロ野球選手
- 善川三朗 - 宗教家。幸福の科学名誉顧問大川隆法の父。
- 中川静子 - 作家